# Kepkensberg
De Kepkensberg is een getuigenheuvel met een hoogte van 43 meter boven de zeespiegel.
De heuvel ligt tussen de gehuchten Genebos en Genendijk in de Belgische gemeente Tessenderlo-Ham. Ondanks de geringe hoogte heeft de heuvel enkele steile hellingen. De heuvel heeft een basis van ijzerzandsteen en in het ijzerzandsteen vindt men ook fragmenten van fossiele schelpen. Het ijzerzandsteen veroorzaakt op sommige plaatsen licht overhellende rotsen. Er is een oude holle weg die vandaag vooral door mountainbikers wordt gefrequenteerd.
De Kepkensberg is begroeid met bos en toegankelijk voor wandelaars. Sinds 2021 is er ook een multimovepad aangelegd dat passeert langs enkele overgebleven loopgraven van de Tweede Wereldoorlog. Verder grenst de heuvel aan een oude industriële storplaats die tevens bebost is. Er staat een kapel aan onderaan de heuvel aan de Genendijkse kant, getekend door architect Jan De Vis, op vraag van zijn broer en latere burgemeester Dirk De Vis. Op de heuvel zelf staat een ouder klein kapelletje.